# Juliusz Wirski

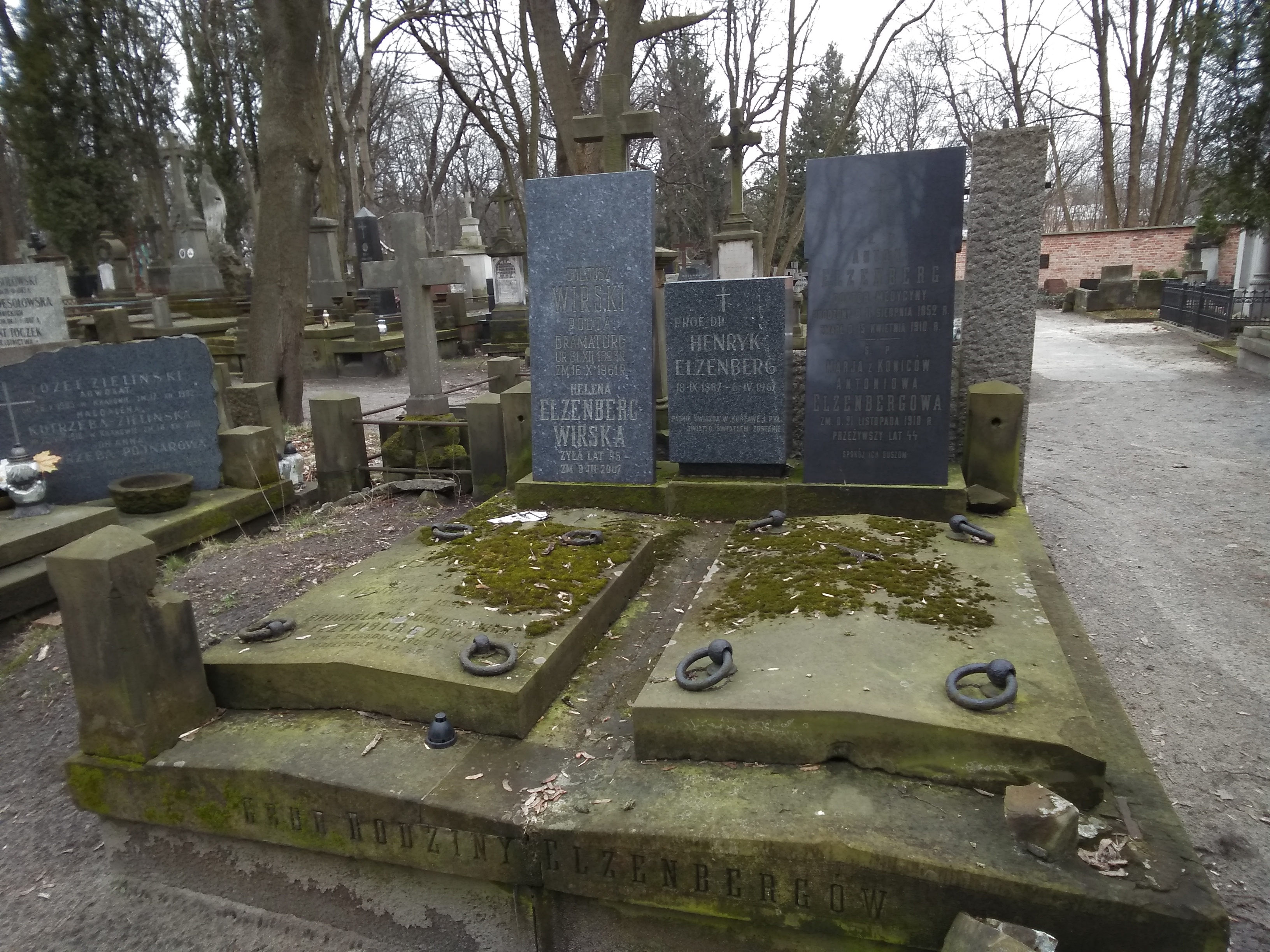
Grób rodziny Wirskich i Elzenbergów na cmentarzu Powązkowskim

Juliusz Wirski, ur. jako Juliusz Elzenberg, ps. „Andrzej Czerwień”, „Andrzej Świt”, „Eugeniusz Przyłbica”, „Jerzy Wir”, „Jerzy Zwrot”, „Julwir”, „Ludosław” (ur. 31 grudnia 1893 w Łodzi, zm. 16 października 1961 w Warszawie) – polski poeta, dramatopisarz i prozaik.

## Życiorys
Urodził się w Łodzi, gdzie do szesnastego roku życia pobierał prywatne lekcje w domu. Następnie uczył się w szkole pomologicznej w Warszawie. Podczas I wojny światowej przez trzy lata przebywał w Irkucku. W 1916 zdał maturę w I Gimnazjum Męskim w Moskwie. W okresie od marca do listopada 1919 był żołnierzem ochotniczym w Wojsku Polskim. W latach 1919–1920 był wolnym słuchaczem na polonistyce na Uniwersytecie Wileńskim. Jako członek Rady Akademickiej był redaktorem miesięcznika „Hipogryf”, na którego łamach debiutował wierszem pt. Miasto śpiewa (1920). W 1920 zamieszkał w Warszawie, gdzie kontynuował studia jako wolny słuchacz na Uniwersytecie Warszawskim.
Publikował wiersze, opowiadania i recenzje teatralne na łamach czasopism takich jak: „Bluszcz” (1925–1927), „Gazeta Administracji i Policji Państwowej” (1925–1926), „Kurier Warszawski” (1925–1939), „Tygodnik Ilustrowany” (1925–1931), „Naokoło świata” (1926–1930), „Pani”, „Robotnik”. Był członkiem Związku Zawodowego Literatów Polskich (od 1928). Był stałym współpracownikiem „Kuriera Warszawskiego” (1925–1939), w ramach którego współtworzył dział literacki, oraz dodatek „Kurier Warszawski Dzieciom” (1931–1938), publikował także utwory dla dzieci w „Płomyku” (1935–1938) i „Płomyczku” (1936–1937). W 1934 roku został członkiem Polskiej Partii Socjalistycznej i działał w ruchu na rzecz utworzenia jednolitego frontu antyfaszystowskiego.
Podczas II wojny światowej mieszkał w Rembertowie oraz był pracownikiem plantacji miejskich w Warszawie. W 1943 został członkiem Polskiej Partii Robotniczej (a później także PZPR), w ramach której współorganizował konspiracyjne rady narodowe – był członkiem Rady Narodowej Województwa Warszawskiego.
Po zakończeniu II wojny światowej przeprowadził się do Krakowa, gdzie kontynuował twórczość literacką, publikując utwory dramatyczne, wiersze i opowiadania na łamach czasopism takich jak m.in.: „Dziennik Literacki” (1947–1950), „Echo Krakowa” (1947–1949), „Echo Tygodnia” (dodatek „Gazety Krakowskiej”, 1950–1951). W 1950 zamieszkał w Warszawie. W 1951 został skreślony z listy członków PZPR, w związku z oskarżeniem go o zatajenie informacji o współpracy w okresie przedwojennym z organami prasowymi policji. Rok później został także skreślony z listy członków Związku Literatów Polskich, a następnie ponownie przyjęty w 1956.
Po śmierci został pochowany na Cmentarzu Powązkowskim w Warszawie (kwatera K, rząd 2, miejsce 30, 31).

## Życie prywatne
Jego dziadkiem był działacz żydowski Jakub Elsenberg, a rodzicami – prawnik i publicysta Henryk Elzenberg oraz literatka Jadwiga z d. Zlasnowska. Miał brata przyrodniego – filozofa Henryka Elzenberga. Jego żoną była Helena z d. Żuk.

## Publikacje
- Rewolucja z cyklu „Poematy o życiu”. Warszawa: nakład autora 1921 (poemat)
- Żyzń za caria... z cyklu „Poematy o życiu”. (poemat). Warszawa: nakład autora 1921
- Dezerter. 1926 (powieść)
- Dwanaście luf i człowiek. 1927–1928 (powieść)
- Don Kichot. Poemat ironiczny. „Kurier Warszawski” 1928
- Kwadrans przed świtem. Sztuka w 4 aktach. Warszawa 1933
- Portret generała. 1933. (utwór dramatyczny)
- Chcę strażaka. Obrazek sceniczny w 1 akcie. Warszawa 1934
- Cement. Sztuka w 3 aktach. 1936 (Utwór dramatyczny)
- Inżynier Saba. Sztuka w 3 aktach. 1945
- Powrót. Sztuka w 1 akcie. Kraków: Dom Kultury 1945
- Andrzej Wietecha. Kronika sceniczna w 3 częściach. Kraków 1950
- Tancerz wiosennych nocy. Komedia w 3 aktach. Kraków 1950
- Jezioro. „Teatr” 1954 nr 22 (utwór dramatyczny)
- Pewnego letniego wieczoru. 1955 (utwór dramatyczny)
- Zwycięstwo Joanny. (Winnice Ojca Gaureau). Dramat w 3 aktach. Łódź 1955 (Utwór dramatyczny)
- Vae Caesari! 1958 (Komedia nocy muzealnych)[1]